# 申報
『申報』（しんぽう、拼音: Shēn Bào）は、清末民初の中国において最も発行期間の長かった、そして強い影響力を持っていた新聞の一つである。正式名称は「申江新報」。
清代末期の同治11年3月23日（1872年4月30日）に創刊され、国共内戦期の1949年5月27日に廃刊になるまで、通算77年間継続し、25,600号までを発行した。発行元はイギリス人貿易商のアーネスト・メジャーが創立した申報館。

## 変遷
1909年、アーネスト・メジャーの死の翌年、席子佩に経営が譲られたがすぐに経営不振に陥り、1912年史量才が経営権を引き継ぐとともに経営改革を行って立て直した。相前後して「自由談」などの文芸欄を創設し、民主的で自由な言論を発表し、発行部数を伸ばした。1934年史量才は蔣介石によってスパイを送り込まれて暗殺された後、「申報」の言論は再び保守的に傾くことになった。
1937年7月に組織改組が行われ株式会社になったが、その年の12月15日、南京が日本軍により占領されると一時停刊し、その後、漢口版（1938年1月15日から7月31日迄）及び香港版（1938年3月1日から1939年7月10日迄）が出版され、上海においても1938年10月10日、アメリカ人のオーナーのもとで復刊された。
しかし1941年の太平洋戦争勃発に伴い、日本軍が租界へ侵行すると、「申報」は、日本軍部により接収される。その後、1945年8月以降に国民党政府によってふたたび接収されたが、1949年5月27日、上海「解放」に伴い廃刊となり、その長い歴史を閉じた。

## 受容
1983年、上海書店から創刊から廃刊に至までの全号が400冊にまとめられた「申報影印」が出版された。
この影印版をもとに、上海版・漢口版・香港版全文（新聞、副刊・専刊・増刊・特刊）と広告文字データ、約18億字を任意の語句で検索できる申報全文データーベース(申報全文数拠庫)が愛如生(北京愛如生数字化技術研究中心）によって開発され、2012年下半期頃から利用可能になった。日本国内では、東洋文庫などで利用できる。
なお、上海においては「申報」のことを「申報紙」と呼ぶ。現在の上海市民は一般に90年代に創刊された週刊新聞「申江服務導報」のことを略して「申報」と称している。